# Satyabrata Sarkar

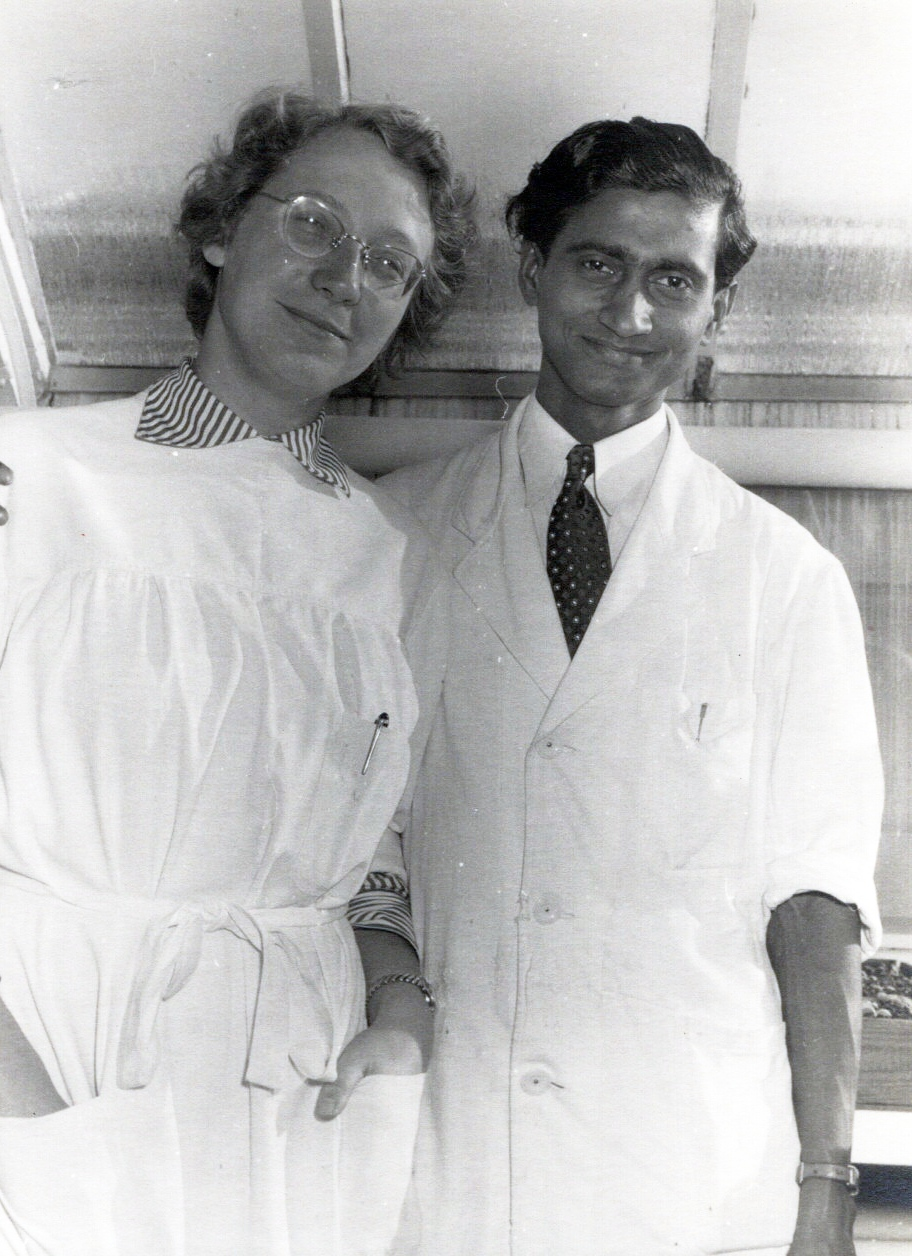
Forscher-Ehepaar Ursula und Satyabrata Sarkar in Tübingen 1957

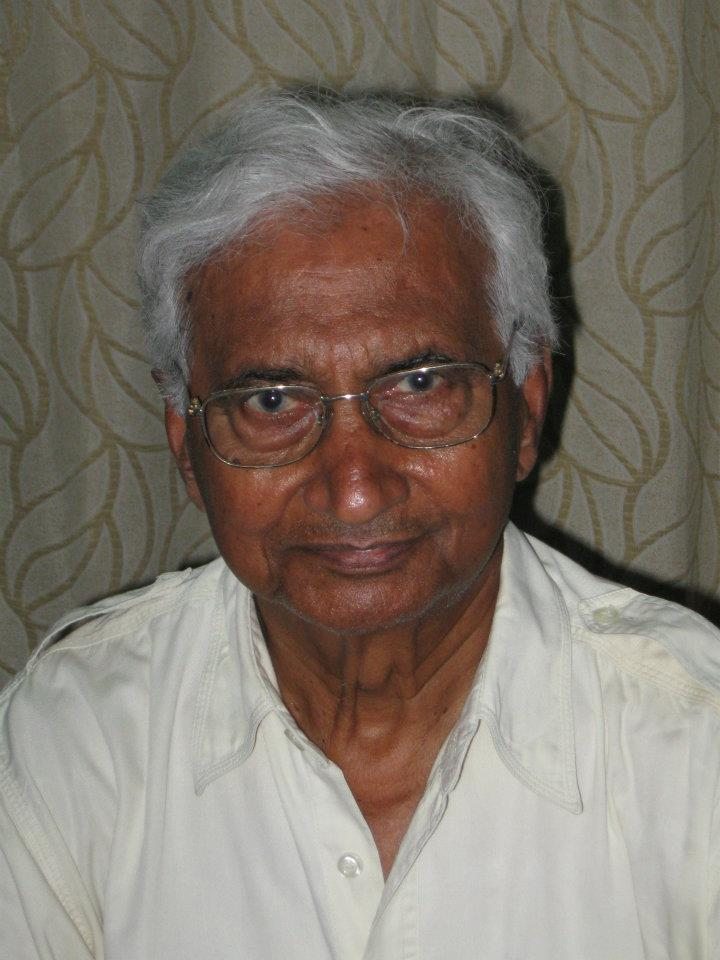
Satyabrata Sarkar 2011

Satyabrata Sarkar (bengalisch: সত্যব্রত সরকার Satyabrata Sarakār; * 22. April 1928 in Uttarpara, Distrikt Hugli, Britisch-Indien; † 11. Dezember 2022) war ein indischer Biologe, er war Professor für Virologie und Bakteriologie der Universität Hohenheim. Seit 1999 lehrte er bengalische Sprache und Literatur am indologischen Institut der Universität Tübingen.

## Leben und Wirken
Nach dem Abitur 1944 von der Uttarpara Government High School bei Kalkutta, studierte er Naturwissenschaften am Ripon College (neuer Name Surendranath College). Danach studierte er Botanik, Chemie und Physiologie am Presidency College in Kalkutta mit Abschluss als Bachelor of Science im Fach Botanik (1948). Den Master of Science bekam  er von der University of Calcutta im Fach Botanik mit Pflanzenphysiologie (1950). Nach einer wissenschaftlichen Tätigkeit am Bose Research Institute in Kalkutta, wo er sich mit dem Nahrungsbedarf pflanzlicher Gewebe unter keimfreien Kulturbedingungen beschäftigte, wechselte Sakar als Assistent und Doktorand von Prof. Georg Melchers an das Max-Planck-Institut für Biologie nach Tübingen. Dort arbeitete er über die Mechanismen der Blütenbildung bei Pflanzen und promovierte 1957 zum Dr. rer. nat. Nach einer zweijährigen Forschertätigkeit in Kalkutta kehrte er 1959 nach Tübingen an das Max-Planck-Institut zurück und arbeitete über die Struktur und Funktion pflanzlicher Viren. Er habilitierte sich 1969 im Fach Biologie an der Universität Tübingen, wo er 1976 zum außerplanmäßigen Professor avancierte. Den Ruf an die Universität Hohenheim in das Institut Phytomedizin mit Professur in Virologie und Bakteriologie erhielt er 1977.
Nach seiner Pensionierung (1993) arbeitete er noch für zwei Jahre mit einem Projekt der Deutschen Forschungsgemeinschaft und im Rahmen einer Kooperation mit der Landwirtschaftlichen Universität von Beijing in China. Ab 1999 nahm er eine Lehrtätigkeit in Indologie an der Universität Tübingen auf.
Satyabrata Sarkar stammte aus einer relativ armen Familie. Er konnte sein Studium bis zur Universität dank laufender Stipendien finanzieren. 1954 kam er nach Deutschland mit einem Stipendium des „Indo-German-Cooperation Scheme“. 
Sarkar war verheiratet mit Ursula geb. Engelmann (1927–2012), das Ehepaar hatte eine Tochter und zwei Söhne.

## Weitere Qualifikationen
- Anwendung von Isotopen in der Biologie (1961) am Kernforschungszentrum, Karlsruhe,
- Genetik der Bakteriophagen (1962) am Institut für Genetik der Universität Köln,
- Struktur von Ribosomen (1970) beim EMBO Workshop am Max-Planck-Institut für Molekulare Genetik in Berlin.

## Hauptforschungsgebiete
- Virale und bakterielle Krankheiten von Pflanzen
- Diagnose und Charakterisierung von Viren
- Elektronenmikroskopie der subzellulären Strukturen der virusbefallenen Zellen
- Infektionsmechanismen von Einzelzellen und Protoplasten
- Isotopenforschung; Molekularbiologie und Bakterienbefall bei Kulturpflanzen

## Schwerpunkte in der Lehre
- Virale und bakterielle Krankheiten von Pflanzen weltweit
- Struktur von Viren und Stoffwechsel der kranken Wirtszellen
- Immunologische und biochemische Diagnosemethoden für Viruskrankheiten
- Seit 1999 ehrenamtlicher Lehrbeauftragter der Universität Tübingen, Kulturwissenschaftliche Fakultät, Seminar für Indologie

## Wissenschaftliche Verdienste
Seine Studien über die physiologischen Grundlagen der Blütenbildung bei höheren Pflanzen demonstrierten eine Wechselwirkung zwischen der Vernalisation und der Wirkung des Pflanzenhormons Gibberellinsäure. Er arbeitete u. a. mit zwei Linien von Arabidopsis thaliana, einer Pflanze, die sich als unentbehrlich für die moderne molekular-biologische Forschung erwiesen hat.
Elektrophoretische Untersuchungen mit gereinigten Proteinen einiger Mutanten des Tabakmosaikvirus (TMV) lieferten den ersten experimentellen Nachweis für eine „Trimer-Struktur“ des so genannten A-Proteins (Sarkar 1960, Caspar 1963). Aus einer TMV-Mutante mit defektem Hüllprotein isolierte er eine Spontanmutante, die überhaupt kein Hüllprotein besaß und nur aus der freien Nukleinsäure (RNS) bestand (1981). Diese Virus-RNS verhinderte eine Ausbreitung verwandter TMV-Mutanten in vivo – ein Phänomen, das man als ein erstes Beispiel für „gene silencing“ betrachten kann. Die RNS dieser seltenen Mutante konnte im Labor künstlich mit TMV-Hüllprotein rekonstituiert werden und es zeigte sich, dass die Mutante sich in vivo systemisch ausbreiten kann in einer transgenen Tabaklinie, die ihrerseits das TMV-Protein exprimierte (Osbourn et al. 1990).
Zellwandfreie Protoplasten von Pflanzen (hauptsächlich von Tabak und Chinakohl) wurden mit Viren bzw. mit viraler Nukleinsäure mit hoher Effizienz infiziert und für physiologische Untersuchungen verwendet.
Synergismus zwischen Kartoffelvirus-X und Kartoffelvirus-Y wurde demonstriert so wohl in vivo nach klassischen Methoden als auch durch elektronenmikroskopische Untersuchungen.

## Mitgliedschaften
- Deutsche Phytomedizinische Gesellschaft
- Gesellschaft für Virologie, Deutschland
- Indian Virological Society, Fellow und Mitglied auf Lebenszeit
- Indian Science Congress Association, Mitglied auf Lebenszeit
- Indian Phytopathological Society

## Publikationen (Auswahl)
- S. Sarkar: Versuche zur Physiologie der Vernalisation. In: Biol. Zentralblatt. Band 77, 1958, S. 1–49.
- S. Sarkar: Interaction and mixed aggregation of proteins from tobacco mosaic virus strains. In: Naturforschung. Band 15b, 1960, S. 778–786. (Siehe auch D. L. D. Caspar: Assembly and stability of the tobacco mosaic virus particle. In: Adv. in Protein Chemistry. Band 18, 1963, S. 37–121)
- S. Sarkar: Relative infectivity of tobacco mosaic virus and its nucleic acid. In: Virology. Band 20, 1963, S. 185–193.
- S. Sarkar: Assay of infectivity of nucleic acids. In: K. Maramorosch, H. Koprowski (Hrsg.): Methods in virology. Bd. 2, Academic Press, New York 1967, S. 607–644.
- S. Sarkar, L. Schilde-Rentschler: Interaction of TMV proteins during electrophoretic separation in polyacrylamide gels. In: Molec. Gen. Genetics. Band 103, 1968, S. 244–247.
- S. Sarkar: Use of protoplasts for plant virus studies. In: K. Maramorosch, H. Koprowski (Hrsg.): Methods in virology. Bd. 6, Academic Press, New York 1977, S. 435–456.
- R. E. F. Matthews, S. Sarkar: A light-induced structural change in chloroplasts of Chinese cabbage cells infected with turnip yellow mosaic virus. In: Gen. Virol. Band 33, 1976, S. 435–446.
- S. Sarkar, P. Smitamana: A truly coat-protein-free mutant of tobacco mosaic virus. In: Naturwissenschaften. Band 68, 1981, S. 145–147.
- S. Sarkar, P. Smitamana: A proteinless mutant of tobacco mosaic virus: Evidence against the role of a viral coat protein for interference. In: Molec. Gen. Genetics. Band 184, 1981, S. 158–159.
- J. Blessing, S. Sarkar: Isolierung und morphologische Charakterisierung des Kartoffelblattrollvirus (PLRV). In: Naturforschung. Band 36c, 1981, S. 884–887.
- C. D. Mayee, S. Sarkar: The ultrastructure of Nicotiana tabacum cells infected with potato virus X and potato virus Y. In: Ultrastructure Res. Band 81, 1982, S. 124–131.
- S. Sarkar: Tobacco mosaic virus: Mutants and strains. In: M.H.V. van Regenmortel, H. Fraenkel-Conrat (Hrsg.): The Plant viruses. Bd. 2, Plenum Publ. Corp., New York/ London 1986, ISBN 0-306-42258-1, S. 59–77.
- M. Gerber, S. Sarkar: The coat protein of tobacco mosaic virus does not play a significant role for cross-protection. In: Phytopathol. Band 124, 1989, S. 323–331.
- J. K. Osbourn, S. Sarkar, T. M. A. Wilson: Complementation of coat protein-defective mutants in transgenic tobacco plants expressing TMV coat protein. In: Virology. Band 179, 1990, S. 921–925.

## Bücher
- Satyabrata Sarkar: Ich lerne Bengalisch. Teil 1, Verlag Grauer, Beuren/ Stuttgart 2002, ISBN 3-86186-403-7; Teil 2. Ibid. ISBN 3-86186-480-0.
- Satyabrata Sarkar: German Prabesika. (Lehrbuch des Deutschen). Ananda Publishers Private, Calcutta 2011, ISBN 978-93-5040-038-8.
- S. Sarkar: Die Sonne des Tages. Gedichte und Gesangstexte von Rabindranath Tagore aus dem Bengalischen ins Deutsche übersetzt. Knirsch-Verlag Kirchentellinsfurt 2012, ISBN 978-3-927091-89-4.